# Delicate
«Delicate» — шостий загальний та п'ятий американський сингл шостого студійного альбому американської поп-співачки Тейлор Свіфт — Reputation. Як п'ятий американський сингл від альбому пісня вийшла в США 12 березня 2018 року. Пісня написана Тейлор Свіфт, Максом Мартіном та Shellback; спродюсована Максом Мартіном та Shellback. Свіфт прокоментувала, що пісня концентрується навколо теми, коли «стається так, що ви зустрічаєте когось, кого б дуже хотіли мати у своєму житті, і після цього починаєте постійно нервуватися через те, що вони могли чути про вас до того, як ви зустрілися».

## Музичне відео
Прем'єра музичного відео відбулася 11 березня 2018 року на iHeartRadio Music Awards, після того, як Свіфт прийняла нагороду у категорії Female Artist of the Year. Відеокліп зрежисований Джозефом Каном, зйомки проходили в різних місцях Лос-Анджелеса, включаючи готель Millennium Biltmore Hotel, на станції 7th Street/Metro Center з лос-анджелеського метрополітену, в театрі Los Angeles Theater та в околицях St. Vincent's Cour та бару Golden Gopher. У перший день свого публікування на YouTube відео набрало 13 мільйонів переглядів.
Станом на березень 2024 року музичне відео набрало 543 мільйони переглядів.

## Чарти
| Чарт (2017-18)                            | Місце |
| ----------------------------------------- | ----- |
| Australian Singles Chart                  | 28    |
| Austrian Singles Chart                    | 70    |
| Belgium (Ultratop 50 Flanders) (Фландрія) | 4     |
| Belgium (Ultratop 50 Wallonia) (Валлонія) | 23    |
| Canada (Canadian Hot 100)                 | 34    |
| Canada AC (Billboard)                     | 33    |
| Canada CHR/Top 40 (Billboard)             | 33    |
| Canada Hot AC (Billboard)                 | 22    |
| Czech Republic (Rádio Top 100)            | 62    |
| Czech Republic (Singles Digitál Top 100)  | 31    |
| France French Singles Chart               | 169   |
| Hungary (Single Top 40)                   | 32    |
| Irish Singles Chart                       | 31    |
| Malaysia (RIM)                            | 15    |
| New Zealand Recorded Music NZ             | 33    |
| Portugal (AFP)                            | 56    |
| Scotland (Official Charts Company)        | 76    |
| Slovakia (Singles Digitál Top 100)        | 44    |
| Swedish Singles Chart                     | 98    |
| Swiss Singles Chart                       | 88    |
| UK Singles (Official Charts Company)      | 45    |
| US Billboard Hot 100                      | 46    |
| US Adult Contemporary (Billboard)         | 15    |
| US Adult Top 40 (Billboard)               | 10    |
| US Mainstream Top 40 (Billboard)          | 18    |
| Venezuela Anglo (Monitor Latino)          | 69    |

## Історія релізів
| Регіон   | Дата            | Формат                       | Лейбл                 | Виноски |
| -------- | --------------- | ---------------------------- | --------------------- | ------- |
| США      | 12 березня 2018 | Hot adult contemporary radio | Big Machine Republic  | [ 3 ]   |
| США      | 13 березня 2018 | Contemporary hit radio       | Big Machine Republic  | [ 4 ]   |
| Італія   | 20 квітня 2018  | Contemporary hit radio       | Universal Music Group | [ 5 ]   |
| Британія | 20 квітня 2018  | Contemporary hit radio       | Big Machine Republic  | [ 6 ]   |